# Stéphane de Pierres
Pour les articles homonymes, voir Pierres.
Eugène Stéphane de Pierres (baron) est un homme politique français né le 7 juin 1818 à Chinon (Indre-et-Loire) et décédé le 7 septembre 1876 au château des Brétignolles à Anché (Indre-et-Loire).

## Biographie
Il est né en 1818 de Gabriel-Théodore de Pierres,  seigneur de Narsay et de Nueil, capitaine commandant au 1er régiment de carabiniers, propriétaire du Fougeray de Pommerieux, et d'Eugénie de Pierres. Il a comme précepteur Alphonse Valingayet.
Il est premier écuyer de l'impératrice Eugénie (son épouse américaine Jane Thorne fut l'une des dames d'honneur).
Conseiller général du canton de Saint-Aignan-sur-Roë, il est député de la Mayenne de 1863 à 1870, siégeant dans la majorité dynastique soutenant le Second Empire. Il fut élu député au corps législatif aux Élections législatives de 1863 pour la 3e circonscription de la Mayenne, et réélu de nouveau comme candidat gouvernemental, mais seulement au 2e de scrutin, aux Élections législatives de 1869. Il donne alors sa démission de chambellan, est nommé chambellan honoraire, et vote pour la Guerre franco-allemande de 1870. 
Il est officier de la Légion d'honneur depuis le 16 août 1864, et officier honoraire de la Couronne.
Il se peut pour l'Abbé Angot que le capitaine ligueur de la Perraudière, soit un Pierre de Pierres.